# Матуа
Матуа (на японски: 松輪島松輪島, Мацуа) е остров от средната група на Голямата верига на Курилските острови. Административно е включен в Северокурилския градски район на Сахалинска област.
Площ – 52 km2, дължина от северозапад на югоизток – около 11 km, ширина 6,4 km. На острова са разположени нежилищните населени места Саричево и Губановка. На разстояние 1,3 km от източния бряг се намира остров Топоркови (с площ около 1 km2, максимална височина – 70 m). На острова се намира действащият Вулкан на Саричев с височина 1446 m, малката река Хесупо с подходяща за пиене вода. Пристан има в залива Двойна. Островът е покрит с храсти и нискостеблени дървета. В падините има храстовидни елши. Срещат се лисици и дребни гризачи. Островът е подходящо място за гнездене на морски птици – кайри, корморани, чайки. В околностите се среща пръстенчат тюлен.
Отделен е чрез пролива Головнин от остров Райкоке, разположен на 18 km северно; и от пролива Надежда – от остров Расшуа, който се намира на 28 km югозападно.

## История
Преди идването на японците в края на 19 век, островът е населен от айну, като населението е било до 200 души, които впоследствие са преместени на южните острови от Курилската верига.
Преди Втората световна война японците превръщат острова в най-силно укрепения опорен пункт от островите на веригата. Гарнизонът на острова през 1944 г. надвишава 7 хиляди души, а през август 1945 г., след поредица реорганизации и предислокации на части от подразделения в Япония, числеността на гарнизона на острова е около 4 хиляди души. Останките от военното летище с три полоси с дължина 1200 метра, които се подгряват от водите на термален извор, към 2016 година все още са в задоволително състояние.
По време на Втората световна война наблизо потъва американската подводница USS S-44 (SS-155), потопена от японския ескортен кораб „Исигаки“. Друга подводница, USS Herring (SS-233), по-късно потопява корабите „Хибуки Мару“, „Иваки Мару“ и самият „Исигаки“ на 70 мили западно от острова.
Японският гарнизон на острова, съставен от 41-ви отделен пехотен полк с командир полковник Уеда, капитулира на 27 август 1945 година пред съветските войски от 302-ри стрелкови полк на 101-ва дивизия.
От историческия формуляр на 302-ри стрелкови полк:
| „ | На 27.08.45 1 СБ, 1 и 2-ра рота автоматчици, полк. ПТР, ИПТБ, минбатарея под общото командване на ком. полка подполковник Говоров, нач. щаба на полка майор Полешчук, зам.ком. полка по у. част майор Тутунин, заеха и окупираха о. Мацува Взети в плен: офицери 626 войници 3175 в това число и командира на гарнизона на о. Мацува полковник – Уеда. | “ |

Пленените японци известно време са държани на острова, после са изпратени в лагери за военнопленници, една част в Камчатка, а друга – на континента. 302-ри стрелкови полк е разположен в японските постройки на острова, в качеството си на нов гарнизон, а останалата на острова японска тежка брегова артилерия е приета на въоръжение в полка.
До 2000 г. на острова се намира гранична застава (засегната от пожар), а по-рано и военна част. По време на земетресението от 1952 г. под лавина загиват 16 военнослужещи. На острова е поставен бетонен обелиск в памет на трагедията.
Последното изригване на вулкана на острова е през юни 2009 година.
На 7 май 2016 г. от Владивосток към остров Матуа, на шест кораба, се отправя най-голямата научноизследователска експедиция под ръководството на заместник-командира на Тихоокеанския флот на Русия вицеадмирал Александър Рябухин в състав от 200 души. До юни 2016 г. експедицията на Министерството на Отбраната на Руската Федерация и Руското географско дружество изследва крайбрежните и равнинните части на остров Матуа с общо 97 исторически обекта. През юни 2016 г., по време на съвместна експедиция на Министерството на отбраната на Русия иРуското географско дружество, на остров Матуа е открит японски самолет, произведен през 1942 г., вероятно лек изтребител от Втората световна война.

## Климат
- Средната годишна температура на въздуха е 2,6 °C
- Относителната влажност на въздуха е 84,2 %
- Средната скорост на вятъра е 5.7 m/s

| Средната температура на въздуха на остров според НАСА | Средната температура на въздуха на остров според НАСА | Средната температура на въздуха на остров според НАСА | Средната температура на въздуха на остров според НАСА | Средната температура на въздуха на остров според НАСА | Средната температура на въздуха на остров според НАСА | Средната температура на въздуха на остров според НАСА | Средната температура на въздуха на остров според НАСА | Средната температура на въздуха на остров според НАСА | Средната температура на въздуха на остров според НАСА | Средната температура на въздуха на остров според НАСА | Средната температура на въздуха на остров според НАСА | Средната температура на въздуха на остров според НАСА |
| Януари                                                | Февруари                                              | Март                                                  | Април                                                 | Май                                                   | Юни                                                   | Юли                                                   | Август                                                | Септември                                             | Октомври                                              | Ноември                                               | Декември                                              | Година                                                |
| -4,5 °C                                               | -4,3 °C                                               | -2,8 °C                                               | 0,1 °C                                                | 2,7 °C                                                | 5,4 °C                                                | 8,6 °C                                                | 10.9 °C                                               | 9,4 °C                                                | 6,1 °C                                                | 1,3 °C                                                | -2,2 °C                                               | 2,6 °C                                                |
| ----------------------------------------------------- | ----------------------------------------------------- | ----------------------------------------------------- | ----------------------------------------------------- | ----------------------------------------------------- | ----------------------------------------------------- | ----------------------------------------------------- | ----------------------------------------------------- | ----------------------------------------------------- | ----------------------------------------------------- | ----------------------------------------------------- | ----------------------------------------------------- | ----------------------------------------------------- |